# Ectinorhynchus terminalis
Ectinorhynchus terminalis är en tvåvingeart som först beskrevs av Walker 1848.  Ectinorhynchus terminalis ingår i släktet Ectinorhynchus och familjen stilettflugor. Inga underarter finns listade i Catalogue of Life.